# アゴニスト

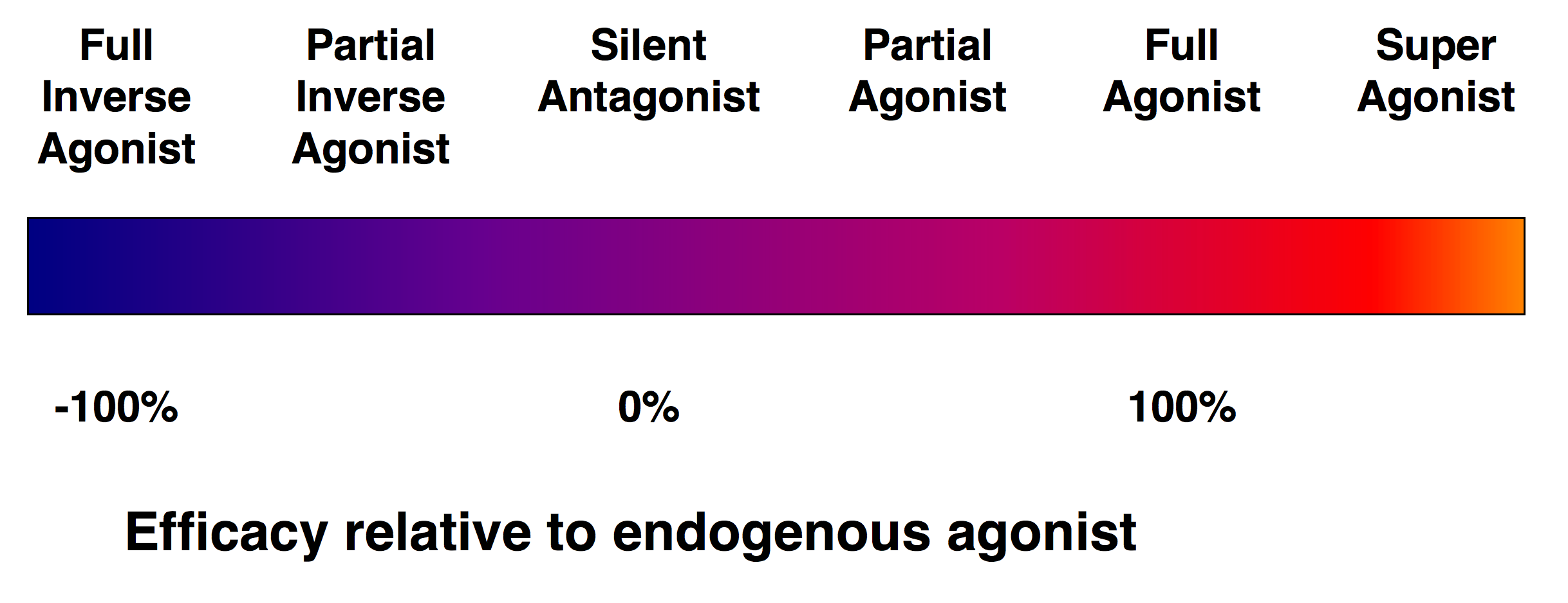
受容体完全逆作動薬から受容体超作動薬までの広がり

アゴニスト（英: agonist）または作用薬 (作動薬)とは、生体内の受容体分子に働いて神経伝達物質やホルモンなどと同様の機能を示す薬のこと。
対義語としてアンタゴニストがある。これは、同様に受容体に作用するが、作用する事で受容体の活動を抑制する薬剤のことである。

## パーシャルアゴニスト
受容体を活性化するアゴニストの中にも、活性化度が生体分子に比べて低く作用も弱い、と言うような薬剤も存在する。このようなアゴニストをパーシャルアゴニスト（英: partial agonist）、または部分作動薬と言う。パーシャルアゴニストは受容体にプラスに働きながらも、本来のリガンドの結合を阻害してしまう（すでにこのパーシャルアゴニストが作用している）ため、結果として抑制の方向に働いてしまう事がある。このように、アゴニストとアンタゴニストの区別は、必ずしも容易ではない。
医療の分野で実際に応用されているパーシャルアゴニストの例を示す。
βブロッカー
βブロッカーの中には内因性交感神経刺激作用(ISA)という作用をもつものが知られている。内因性カテコールアミンやβ刺激薬といったアゴニスト存在下ではβ遮断薬として働くが、非存在下においてはむしろ受容体を刺激する。
オピオイド
オピオイドのパーシャルアゴニストは弱オピオイドといわれ、依存性がアゴニストに比べて少ないことから、急性期疾患の鎮痛薬としてよく用いられる。アゴニスト使用時はパーシャルアゴニストとしての作用抑制効果が出現するため、併用は望ましくないとされているが、現実には、アゴニスト使用時にパーシャルアゴニストを使用してもある程度の薬効はある。レミフェンタニルの術後疼痛対策で弱オピオイドを用いたり、人工呼吸器下の患者で鎮痛に弱オピオイドを用いて、その鎮痛効果がきれるまえに術中鎮痛としてオピオイドを使用するといったことはよくある。
ベンゾジアゼピン系睡眠薬
ベンゾジアゼピン系睡眠薬にはパーシャルアゴニストが知られている。ゾピクロン（アモバン）やゾルピデム（マイスリー）といった非ベンゾジアゼピン系睡眠薬がこれらに該当する。これらはω1には作用するものの、ω2には作用しないため鎮静作用が殆どで、抗不安作用、抗痙攣作用、筋弛緩作用は弱くなっている。これらはパーシャルアゴニストと記載する書物も認められるが、どちらかというと選択的アゴニストと考えられる。
抗精神病薬
アリピプラゾール（エビリファイ）やフェンサイクリジンなどがドーパミンD2受容体のパーシャルアゴニストである。
エストロゲン
ラロキシフェン（エビスタ）はエストロゲン受容体に対するパーシャルアゴニストである。骨代謝ではエストロゲンアゴニスト、骨外ではアンタゴニストとして作用するため、副作用の少ない骨粗鬆症の治療薬として用いられている。